# Opschortende voorwaarde
Van een opschortende voorwaarde is sprake wanneer het ontstaan of de opeisbaarheid van een verbintenis afhangt van het zich voordoen van een onzekere gebeurtenis. Zo kunnen partijen overeenkomen dat een huis wordt gekocht onder de opschortende voorwaarde dat de koper een lening bekomt. Wanneer de banken dan weigeren te lenen, wordt de koop zonder aansprakelijkheid afgeblazen. Een ontbindende voorwaarde werkt omgekeerd: er ís een werkzame verbintenis, tot een gebeurtenis deze tenietdoet.

## België
Volgens het Belgische verbintenissenrecht is de opschortende voorwaarde een toekomstige en onzekere gebeurtenis waarvan de vervulling de verbintenis opeisbaar maakt (artikel 5.139 van het Burgerlijk Wetboek). De voorwaarde betreft dus de opeisbaarheid, niet het bestaan zelf van de verbintenis. Daarmee nam de wetgever de vaste rechtspraak van het Hof van Cassatie sinds het princiepsarrest van 5 juni 1981 over. Voorheen werd de leer gehuldigd dat de totstandkoming van de verbintenis geschorst was zolang de voorwaarde zich niet voordeed. Dit was gebaseerd op de artikelen 1168 en 1181 Oud BW.
Conceptueel is de opschortende voorwaarde te onderscheiden van de opschortende tijdsbepaling of termijn (art. 5.149 BW). In dat laatste geval wordt de uitvoering van een verbintenis afhankelijk gemaakt van een toekomstige en zekere gebeurtenis, waarvan hoogstens het exacte tijdstip nog niet bekend is (bv. een beding in een koopovereenkomst dat de eigendomsoverdracht uitstelt tot de prijs volledig is betaald).
Een opschortende voorwaarde in een overeenkomst schort niet noodzakelijk alle daaruit voortvloeiende rechten en plichten op, alleen degene waarop ze betrekking heeft.

## Voetnoten
1. ↑  Cass. 5 juni 1981, Arr.Cass. 1980-1981, 1157